# Berkélium
A berkélium az aktinoidák közé tartozó kémiai elem, rendszáma 97. A természetben nem található meg, mesterségesen állították elő 1949-ben amerícium alfa-részecskékkel történő bombázásával:
```
241
Am + 
4
He → 
243
Bk + 2
1
n
```

Nevét a Kalifornia állambeli Berkeley város után kapta. A berkélium volt az ötödik mesterségesen előállított transzurán elem.

## Jellemzői
A fém berkélium ezüstfehér és képlékeny. Olvadáspontja 1000 °C körül van.
Vegyületeiben három (pl. Bk2O3, Bk2S3, BkOBr, BkOCl, BkF3), ritkábban négy vegyértékű (BkO2, BkF4). Több α- és β-sugárzó izotópja ismeretes, a leghosszabb felezési idejű a 247Bk (1380 év).